# Between Two Fires (film 1915)
Between Two Fires è un cortometraggio muto del 1915 diretto da Cortland Van Deusen.

## Produzione
Il film fu prodotto dalla Vitagraph Company of America.

## Distribuzione
Distribuito dalla General Film Company, il film - un cortometraggio in una bobina - uscì nelle sale cinematografiche statunitensi il 1º novembre 1915.